# Благовещение Богородично (Казан)
Благовещение Богородично (Казан) е православен храм в Казанския кремъл е паметник на руската архитектура от XIV до XIX векове.
От 1552 г. до 1918 г. храмът е катедрала на Казанската епархия. Заедно с намиращата се наблизо Кул Шариф джамия са символ на съвместното съществуване на двете религии в Татаристан.

## История
Веднага след завземането на Казан през 1552 г., по указание на Иван Грозни за три дни е изградена дървена църква. Мястото на църквата е избрано от него.
Последната и основна реставрация на храма е извършена през 1995 до 2005 г. Иконописните и живописните дейности се осъществяват от Министерството на културата на Русия. Възстановяването на иконите на храма се извършва от бригада от московски иконописци и завършена през 2005 г. в чест на 450-годишнината на Казанската епархия.